# Lebombobergen
De Lebombobergen is een uitgestrekt bergmassief in Zuidelijk Afrika. De bergketen start in Hluhluwe (provincie KwaZoeloe-Natal in Zuid-Afrika tot Punda Maria (provincie Limpopo). Delen van de keten zijn beschermd natuurgebied: Kruger Nationaal Park en Phongolo Natuurreservaat. Naast Zuid-Afrika ligt het bergmassief ook deels in Swaziland en Mozambique.
Het is een relatief laag bergmassief tussen 450 en 800 meter. De hoogste piek is "Manangaberg" met een hoogte van 776 meter. De Longwe is de hoogste piek in het noordelijke deel.